# Rafael Eduardo Acosta Cammarota
Rafael Eduardo Acosta Cammarota známý jako Rafael Acosta (* 13. února 1989, Caracas, Venezuela) je venezuelský fotbalový záložník a reprezentant, který v současné době hraje v klubu Mineros de Guayana.

## Reprezentační kariéra
Acosta se s venezuelským týmem do 20 let zúčastnil Mistrovství světa hráčů do 20 let 2009 v Egyptě, kde mladí Venezuelané podlehli v osmifinále Spojeným arabským emirátům 1:2.
V A-týmu Venezuely debutoval v roce 2008.